# Jaime da Silva Graça
Jaime da Silva Graça (30 de gener de 1942 - 28 de febrer de 2012) fou un futbolista portuguès de la dècada de 1960.
Pel que fa a clubs, defensà els colors de Vitória Futebol Clube i SL Benfica.
Fou 36 cops internacional amb la selecció portuguesa amb la qual participà en la Copa del Món de futbol de 1966.

## Palmarès
Benfica
- Primeira Divisão: 1966-67, 1967-68, 1968-69, 1970-71, 1971-72, 1972-73, 1974-75
- Taça de Portugal: 1968-69, 1969-70, 1971-72
- Taça de Honra (3)